# 森田正康
森田 正康（もりた まさやす、1976年1月14日 - ）は、日本の実業家。株式会社ヒトメディア取締役。

## 人物
1976年、愛知県・稲沢市生まれ。
12歳から渡米し、カリフォルニア大学バークレー校、ハーバード大学、ケンブリッジ大学などの世界の大学・大学院を渡り歩く。ハーバード大学教育学修士、ケンブリッジ大学哲学修士。
2003年、25歳のときに日本に帰国し、語学系出版社の第2次創業メンバーとして取締役に就任、2006年にはJASDAQ上場を果たす。その後、インキュベーター事業を主とする株式会社ヒトメディアを創業
し、今日に至る。
それ以外にもEnglishCentral取締役、京都情報大学院大学応用情報技術研究科教授など国内外の企業経営、プロサッカーチームの経営、大学教授、教育機関など複数の役職を経験。現在は、教育や異文化領域におけるベンチャーへの投資・育成に力をいれて活動をしている。またメディアでは、著者、キャスター、評論家、コメンテーターなど様々な活躍をしている。

## 略歴
- 1976年 - 愛知県稲沢市に生れる。[1]
- 1987年 - 米国カリフォルニア州に移住。中学、高校を現地校で過ごす。
- 1994年 - カリフォルニア大学バークレー校入学。3年でB.A.を取得。
- 1997年 - ハーバード大学教育大学院入学。M.Ed.取得。[5]
- 1998年 - ケンブリッジ大学大学院入学。M.Phil取得。[5]
- 1999年 - コロンビア大学教育学大学院在学[5]中に日本に帰国。株式会社アルクの子会社株式会社スペースアルクの取締役となる。[6]
- 2001年 - NPO教育支援協会理事。[7]
- 2003年 - 株式会社アルク取締役となる。[6]
- 2003年 - 東京大学工学系研究科先端学際工学専攻博士課程入学。京都情報大学院大学教授就任。
- 2005年 - 株式会社代々木高校取締役。学校法人滝澤学園理事
- 2006年 - 株式会社ヒトメディア代表取締役就任。[8][9]
- 2008年 - 青山学院大学大学院社会情報学部客員教授。[5]

## 著書
- 日本発ハーバード経由、行き先不明―思いがけず名門大学に入学した「普通の日本人」の学生生活 （1999年、アルク）ISBN 4757400977
- eラーニングの常識―誰でもどこでもチャンスをつかめる新しい教育のかたち（2002年、朝日新聞社）ISBN 4022598107
- 東大よりハーバードに行こう!?（2005年、アルク）ISBN 4757409338
- 5歳からはじめるハーバード留学準備（2005年、アルク）ISBN 4757412320
- 一気に10の仕事をこなす! マルチタスク・ワーキングのすすめ（2008年、明日香出版社）ISBN 9784756911766
- 100%目標達成する方法（2009年、クロスメディア・パブリッシング）ISBN 9784844370826
- 僕たちは知恵を身につけるべきだと思う（2012年、クロスメディア・パブリッシング）ISBN 9784844371885
- ぜんぜん気にしない技術（2014年、クロスメディア・パブリッシング）ISBN 9784844373346
- エリートを超える 凡人のための人生戦略ノート（2015年、かんき出版）ISBN 9784761269494

## 学術論文
- “Learning from the Technology Integration Report of the Harvard Graduate School of Education”，日本教育工学会第15回大会講演論文集，pp745–746，1999．
- “The Mobile-based Learning (MBL) in Japan”，IEEE Computer Society Press (C5 2003)，pp128–129，2003年．DOI:10.1109/C5.2003.1222348
- Nakakoji, Kumiyo, Yamada, Kazuaki, Yamamoto, Yasuhiro, and Morita, Masayasu共著，“A Conceptual Framework for Learning Experience　Design”，IEEE Computer Society Press (C5 2003)，pp76–88，2003．DOI:10.1109/C5.2003.1222338
- 筒井洋一,　芦沢真五,　大川恵子,　森田正康共著，“NPOマネージメント教育とE-learning”，日本NPO学会第5回年次大会報告概要集，pp107–111，2003.
- 森田正康，山田和明共著，“携帯電話端末を利用した学習用インターフェースのデザインと評価”，情報処理学会研究報告,pp7–14，2003．NAID:110002911781 NCID:AN10116111

## 執筆
- “アメリカのIT教育方針の行方”，Global EduNET 2001/3，2001．
- “米国バーチャル・ハイスクール事情”，Global EduNET 2001/4，2001．
- “アメリカにみる学校WBT導入の落とし穴”，Global EduNET 2001/5，2001．
- “教育に最適なスピードを求めて”，Global EduNET 2001/6，2001．
- “ゲーム世代のためのデジタルゲームベースラーニング”，Global EduNET 2001/7，2001．
- “Eラーニングへの新たなる追い風 アメリカ著作権緩和法案の可決”，Global EduNET 2001/8，2001．
- “オンライン教育のメリットとデメリット” インターネット留学事典，2001年．
- “MBT【Mobile Based Training】の挑戦”，Global EduNET 2001/9，2001．
- “テクノロジーは学習を退化させるのだろうか？”，Global EduNET 2001/10，2001．
- “オンライン教育の今後はどうなるのか？”，Global EduNET 2001/11，2001．
- “バーチャル大学を利用した新たな大学経営の形”，Global EduNET 2001/12，2001．
- “テクノロジーがもたらした新しい言い訳”，Global EduNET 2002/1，2002．
- “インターネット留学のススメ”，Global EduNET 2002/2，2002．
- “ラップトップという高価な玩具”，Global EduNET 2002/3，2002．
- “ハーバード大学オンラインチュータリング”，Global EduNET 2002/4，2002．
- “コンピュータを利用した子供に本を読ませる方法”，Global EduNET 2002/5，2002．
- “教師へのコンピュータ利用指導の効果は？”，Global EduNET 2002/6，2002．
- “難しくないIT教育改革”，Global EduNET 2002/7，2002．
- “学習者から見たe-ラーニング　e-ラーニングの特性を無視した使い方では，知の創造の場は生まれない”，月刊人材教育，特別記事，pp45–47，2003．NAID:40005655187  NCID:AN10174162
- “英語からパソコンまで！「Eラーニング」活用講座”，月刊OLマニュアル，pp.109–114，2003．

## テレビ出演
- テレビ朝日系『確率検証バラエティ・運命の数字』(2005年06月24日)[10]
- テレビ朝日系『運命の数字傑作選』(2006年06月17日)[10]
- NHK『英語でしゃべらナイト』(2008年02月25日)[10]
- フジテレビ系『エチカの鏡』（2010年8月15日）[10]
- テレビ朝日系『クイズプレゼンバラエティー Qさま!!』(2015年06月22日) [10]
- テレビ朝日系『お願い!ランキング1部月曜レギュラー』(2015年04月27日 - ) [10]

## 主要取引先[11]
- 株式会社ベネッセコーポレーション
- 株式会社NHKエデュケーショナル
- 株式会社フジテレビジョン
- 株式会社日テレアックスオン
- 株式会社テレビ朝日